# Acalypha chirindica
Acalypha chirindica é uma espécie de flor do gênero Acalypha, pertencente à família Euphorbiaceae.